# Luis Ruiz
Luis Ruiz Sayago (ur. 30 czerwca 1992 w Huelvie) – hiszpański piłkarz występujący na pozycji obrońcy w Deportivo La Coruña.